# Greensboro Swarm
Los Greensboro Swarm es un equipo de baloncesto estadounidense que juega en la liga de desarrollo de la NBA (NBA G League) desde la temporada 2016-17. Su equipo de la NBA afiliado son los Charlotte Hornets. Se convirtió en el undécimo equipo de la liga cuyo propietario es una franquicia de la NBA.

## Historia
El 29 de diciembre de 2015 se presentó el nombre y el logotipo del equipo por parte del presidente de los Charlotte Hornets, Fred Whitfield, quien señaló que la elección se debía a la íntima relación que tiene con el equipo asociado de la NBA, ya que swarm significa "enjambre" en español, mientras que hornets son "avispones".
El 25 de julio de 2016 se eligió a Noel Gillespie, hasta entonces asistente en los Denver Nuggets, como entrenador principal del equipo.

## Trayectoria
| Greensboro Swarm  |                   |                   |    |     |      |                                                 |  |
| 2016–17           | Atlantic          | 4.º               | 19 | 31  | .380 |                                                 |  |
| 2017–18           | Southeast         | 3.º               | 16 | 34  | .320 |                                                 |  |
| 2018–19           | Southeast         | 3.º               | 24 | 26  | .480 |                                                 |  |
| 2019–20           | Southeast         | 5.º               | 9  | 34  | .209 | Temporada cancelada por la pandemia de COVID-19 |  |
| 2020–21           | —                 | 15.º              | 5  | 10  | .333 |                                                 |  |
| Temporada regular | Temporada regular | Temporada regular | 73 | 135 | .351 |                                                 |  |
| Playoffs          | Playoffs          | Playoffs          | 0  | 0   | —    |                                                 |  |